# Угольное (Нижегородская область)
Угольное — деревня в городском округе Навашинский Нижегородской области. 

## География
Деревня расположена в 10 км на север от города Навашино.

## История
Деревня впервые упоминается в окладных книгах 1676 года в составе Покровского прихода, в ней было 14 дворов крестьянских.
В конце XIX — начале XX века входила в состав Поздняковской волости Муромского уезда Владимирской губернии, с 1926 года — в составе Монаковской волости. В 1859 году в деревне числилось 38 дворов, в 1926 году — 112 дворов. 
С 1929 года деревня являлась центром Угольновского сельсовета Муромского района Горьковского края, с 1931 года — в составе Волосовского сельсовета, с 1944 года — в составе Мордовщиковского района (с 1960 года — Навашинский район) Горьковской области, с 1954 года в составе Большеокуловского сельсовета, с 2015 года — в составе городского округа Навашинский.

## Население
| 1859 | 1905 | 1926 | 2002 | 2010 |
| ---- | ---- | ---- | ---- | ---- |
| 387  | ↘46  | ↗605 | ↘85  | ↘52  |